# Форни, Джованни
Джованни Форни (итал. Giovanni Forni; род. 1964, Италия) — американский математик итальянского происхождения.

## Биография
В 1989 году закончил Болонский университет, на соискание  степени доктора философии сдал диссертацию под руководством Джона Мазера в Принстонском университете. Был докладчиком на Международном конгрессе математиков в 2002 году Пекине.
За работу над когомологическими уравнениям и решением гипотезы Концевича—Зорича стал лауреатом Премии Михаила Брина в области динамических систем в 2008 году.
С 2012 года член Американского математического общества.
В 2022 году награждён математической премией АН Италии.